# اچ‌ام‌اس انگیدین (۱۹۴۱)
اچ‌ام‌اس انگیدین (۱۹۴۱) (به انگلیسی: HMS Engadine (1941)) یک کشتی بود که طول آن ۴۶۴ فوت (۱۴۱ متر) بود. این کشتی در سال ۱۹۴۱ ساخته شد.